# William Blinn
Pour les articles homonymes, voir Blinn.
 (octobre 2020).
Si vous disposez d'ouvrages ou d'articles de référence ou si vous connaissez des sites web de qualité traitant du thème abordé ici, merci de compléter l'article en donnant les références utiles à sa vérifiabilité et en les liant à la section « Notes et références ».
William Frederick Blinn est un scénariste et producteur américain né le 21 juillet 1937 à Toledo (Ohio) et mort le 22 octobre 2020 à Burbank (Californie).
On lui doit notamment l'idée de la série américaine créée par la chaîne ABC en 1975, Starsky et Hutch.

## Biographie
Né à  Toledo dans l'Ohio, William Blinn a commencé sa carrière à la télévision dans les années 1960. En tant que scénariste, Blinn a écrit des épisodes de Rawhide, Here Come the Brides, Gunsmoke, The Rookies, Our House  et Fame  (dont il a également été producteur exécutif). En 1971, William Blinn a écrit le scénario du téléfilm Brian's Song, pour lequel il a remporté un Emmy et un Peabody Award. Il remporte un deuxième Emmy en 1977 pour son travail sur la mini-série Racines. Blinn a également créé deux séries pour le producteur Aaron Spelling : Starsky et Hutch (Blinn a produit plus tard le film de 2004 du même nom), et une autre série qui a obtenu moins de succès, Heaven Help Us (en), avec dans l'un des rôles principaux Ricardo Montalban connu pour son rôle dans L'Île fantastique. Il était le producteur exécutif de la série d'ABC de 1974 The New Land, et il a créé la série d'espionnage de 1977 sur CBS Hunter, assez vite annulée, dont il a écrit le pilote de 1976, non diffusé. En 1977, il crée la série à succès Huit, ça suffit !, qui dure cinq saisons. Il a également écrit le scénario du film de 1996 The Boys Next Door (en) basé sur la pièce du même nom. 
En plus de l'écriture de scénario (notamment Purple Rain), William Blinn a également produit plusieurs séries télévisées et films télévisés, notamment Aaron's Way (en), Polly: Comin 'Home !, et Pensacola. 
William Blinn est décédé le 22 octobre 2020 de causes naturelles dans une communauté de vie assistée à Burbank en Californie,.